# Związek Stowarzyszeń Zawodowych
Związek Stowarzyszeń Zawodowych – największa centrala klasowych związków zawodowych w Polsce działająca w okresie 1920–1939, zaś w konspiracji i na emigracji działająca do 1945. Związana politycznie z Polską Partią Socjalistyczną oraz Bundem.

## Historia
Inicjatorem tworzenia jednolitej centrali klasowych związków zawodowych była Polska Partia Socjalistyczna (dotychczasowa Frakcja Rewolucyjna), która zainicjowała w 1916 w Królestwie powstanie Komisji Centralnej Związków Zawodowych, na czele której stali Adam Landy i Tomasz Arciszewski.
Działacze PPS doprowadzili w marcu 1919 do scalenia klasowego ruchu związkowego, początkowo na terenie Królestwa Polskiego, kontynuując działalność Komisji Centralnej Związków Zawodowych. W tym czasie związki klasowe zrzeszone w KCZZ liczyły 61,5 tys. członków. Przewodniczącym KCZZ został Apolinary Porębski, wiceprzewodniczącym Bolesław Czegowski a sekretarzem Antoni Zdanowski.
W lipcu 1919 na konferencji związków z byłego Królestwa oraz Galicji i Śląska Cieszyńskiego utworzono nową KCZZ, którą kierował Zygmunt Żuławski. W jej skład weszli działacze PPS oraz Komunistycznej Partii Robotniczej Polski.
Na Kongresie Klasowych Związków Zawodowych 14–16 maja 1920 postanowiono o zbudowaniu jednolitej centrali związkowej – Związku Stowarzyszeń Zawodowych. W centrali rywalizowali wówczas o wpływy, działacze socjalistyczni, komunistyczni i syndykalistyczni. Rywalizacja, doprowadziła do eliminacji wpływów komunistycznych. W 1921 podjęto uchwałę o „zerwaniu wszelkich stosunków z KPRP i przeciwdziałaniu jej akcji w związkach jako szkodliwej dla proletariatu”. W 1925 na Kongresie ZSZ zwolennicy PPS stanowili 80,4% delegatów, zaś zwolennicy Bundu 11,5% delegatów.
ZSZ przez cały okres dwudziestolecia prowadził efektywne działania na rzecz scalenia klasowych związków zawodowych. W 1919 jedynie 29% związkowców działało w związkach ogólnokrajowych, zaś w 1926 w strukturach tych znajdowało się już 99,7% związkowców. Jednocześnie tworzono lokalne Rady Związków reprezentujące ZSZ terytorialnie.
Zrzeszenie było organizatorem wielu akcji strajkowych m.in. wielkiego strajku powszechnego kolejarzy w 1923, który zakończył się „powstaniem krakowskim”, walki o ustawodawstwo pracy i ubezpieczeń społecznych. Prowadzono również we współpracy z Towarzystwem Uniwersytetu Robotniczego szeroką akcje kulturalną i oświatową.
Do najsilniejszych związków ZSZ należały m.in.:
- Związek Zawodowy Kolejarzy (40–50 tys. członków);
- Związek Zawodowy Robotników Rolnych (34–37 tys. członków);
- Centralny Związek Górników w Polsce (powstał we wrześniu 1919, do 1922 działał pod nazwą Związek Zawodowy Robotników Przemysłu Górniczego, a do 1923 pod nazwą Związek Robotników Przemysłu Górniczego i Naftowego w Polsce); W 1919 liczył 44.996 członków, w 1926 – 18.711 członków (w tym 10.595 płacących składki), zaś w 1938 – 35.504 członków. Związkiem kierowali kolejno: Ludwik Lizak (1919–1921), Franciszek Szpruch (1921–1925), Jan Papuga (1925–1928), Antoni Kozubek (1928–1939). Od 1925 sekretarzem był Jan Stańczyk.
- Związek Robotników i Robotnic Przemysłu Włókienniczego (13–27 tys. członków);
- Związek Robotników Przemysłu Metalowego w Polsce (powstał w październiku 1920 z połączenia dwóch central metalowców). W 1920 liczył 21.744 członków (w tym 20.293 płacących składki), w 1926 – 12.038 członków (w tym 7.319 płacących składki), w 1938 – 34.408 członków. Związkiem kierowali kolejno: Apolinary Porębski (1920–1926), Wacław Boczkowski (1926–1933), Jan Feller (1933–1939). Od 1920 do 1939 sekretarzem generalnym był Wilhelm Topinek.
- Związek Pracowników Komunalnych i Instytucji Użyteczności Publicznej (12–16 tys. członków).

Od 1920 Zrzeszenie należało do Międzynarodowej Federacji Związków Zawodowych (tzw. Międzynarodówki Amsterdamskiej). W ramach współpracy międzynarodowej organizowano w 1934 akcje na rzecz solidarności z robotnikami wiedeńskim i austriackim Schutzbundem oraz od 1936 w obronie Republiki Hiszpańskiej.

### II wojna światowa
W trakcie Kampanii wrześniowej 1939 działacze Zrzeszenia uczestniczyli w obronie kraju współorganizując m.in. oddziały Robotniczych Brygad Obrony Warszawy. W trakcie Obrony Warszawy poległ m.in. przewodniczący KCZZ Wilhelm Topinek.
Po wrześniu 1939 działalność Zrzeszenia przeniosła się do konspiracji. Pomimo licznych aresztowań przez okupantów niemieckich (aresztowano m.in. Adama Kuryłowicza) i sowieckich (aresztowano m.in. Stanisława Grylowskiego, Mieczysława Mastka), w konspiracji w 1941 utworzono konspiracyjną Komisję Centralną Związków Zawodowych, którą kierowali m.in. Władysław Piontek (ZRPM), a od 1943 Stanisław Macioch, Stanisław Sobolewski (ZZ Transportowców), Aleksander Skrzyński (ZZ Drukarzy), Bolesław Gałaj (ZZ Pracowników Poczt i Telekomunikacji), Franciszek Fijałkowski (Związek Tramwajarzy i Pracowników Użyteczności Publicznej).
Działały również struktury niektórych związków zawodowych oraz terytorialne Rady Związków Zawodowych. W trakcie powstania warszawskiego ujawniła się Rada Zawodowa m. Warszawy.
Część działaczy związkowych, która znalazła się na emigracji utworzyła 15 lutego 1940 Zagraniczną Reprezentację Centralnej Komisji Związków Zawodowych Polski, którą kierowali na terenie Francji: Jan Stańczyk – przewodniczący, Karol Maxamian – sekretarz i Alojzy Adamczyk.
Po przybyciu do Wielkiej Brytanii przekształcono tę strukturę w: „Reprezentację Zagraniczną Klasowych Związków Zawodowych w Polsce”. Reprezentacją kierował Jan Stańczyk, zastępcą był Alojzy Adamczyk, zaś członkami: Józef Beloński, Tadeusz Ćwik, Jan Kwapiński, Karol Maxamin, Józef Mrożewski.
W ramach reprezentacji działały m.in. Centralna Sekcja Morska Związku Zawodowego Transportowców, oraz utworzony w 1940 Związek Rzemieślników i Robotników Polskich w Wielkiej Brytanii. W 1943 Reprezentacja zrzeszała ok. 1300 polskich związkowców.

### Władze ZSZ 1920–1939
Najwyższą władzą Zrzeszenia był Kongres. Kongres wyłaniał Komisję Centralną Związków Zawodowych. Komisja wyłaniała swój Komitet Wykonawczy.
- Na I Kongresie Klasowych Związków Zawodowych w maju 1920 kierownictwo KCZZ wybrano w składzie: Zygmunt Żuławski – przewodniczący, Stanisław Walewski – wiceprzewodniczący (do czerwca 1920), Jan Kwapiński – wiceprzewodniczący (od sierpnia 1920), Antoni Zdanowski – sekretarz (do 5 sierpnia 1920), Sofroniusz Kowale – sekretarz (od października 1920), Henryk Lubaczewski – skarbnik.
- Na II Kongresie ZSZ w maju 1922 kierownictwo KCZZ wybrano w składzie: Jan Kwapiński – przewodniczący, Antoni Szczerkowski – wiceprzewodniczący, Zygmunt Żuławski – sekretarz generalny, Antoni Zdanowski zastępca sekretarza, oraz członkowie: Józef Adamek (do 1927), Jan Papuga, Wiktor Alter.
- Na III Kongresie ZSZ w czerwcu 1925 wybrano kierownictwo KCZZ w składzie: Jan Kwapiński – przewodniczący, Jan Stańczyk, Antoni Szczerkowski – wiceprzewodniczący, Zygmunt Żuławski – sekretarz generalny.
- Na IV Kongresie ZSZ w maju – czerwcu 1929 kierownictwo KCZZ wybrano w składzie: Jan Kwapiński – przewodniczący, Adam Kuryłowicz, Antoni Szczerkowski – wiceprzewodniczący, Zygmunt Żuławski – sekretarz generalny, Antoni Zdanowski – zastępca sekretarza generalnego, Wiktor Alter, Stanisław Kowalski, Jan Stańczyk, Władysław Szczucki, Wilhelm Topinek, Antoni Wąsik – członkowie.
- Na V Kongresie ZSZ w październiku 1933 kierownictwo KCZZ wybrano w składzie: Jan Kwapiński – przewodniczący, Adam Kuryłowicz, Jan Stańczyk, Antoni Szczerkowski – wiceprzewodniczący, Zygmunt Żuławski – sekretarz generalny, Antoni Zdanowski – zastępca sekretarza generalnego, Wiktor Alter, Stanisław Grylowski, Stanisław Kowalski, Władysław Szczucki, Wilhelm Topinek, Antoni Wąsik.
- Na VI Kongresie ZSZ w październiku 1937 kierownictwo KCZZ wybrano w składzie: Jan Kwapiński – przewodniczący (do 23 marca 1939, ustąpił w związku z objęciem urzędu prezydenta Łodzi[3]), od 23 marca 1939 funkcję przewodniczącego pełnił Wilhelm Topinek. Wiceprzewodniczący: Antoni Szczerkowski, Jan Stańczyk, Wilhelm Topinek (do marca 1939), sekretarz generalny – Zygmunt Żuławski, zastępca sekretarza generalnego – Antoni Zdanowski, skarbnik – Stanisław Grylowski, członkowie: Wiktor Alter, Karol Neubauer, Władysław Szczucki, Antoni Wąsik, Teodor Zieliński, Henryk Altman, Zygmunt Bocian, Porfiry Buniak, Rudolf Cymmerman, Józef Gutgold, A. Kozubek, S.Lengman, Karol Maxamian, F. Nowacki, Marian Nowicki, Władysław Piontek, Piotr Sankowski, Feliks Socha, Aleksander Stachurski, P.Szweberowa, Stanisław Świerkosz, A.Walczak, Stanisław Wojdan, Wojciech Wojewoda, Stanisława Woszczyńska, Majer Wasser, Jan Zawierucha, Emil Zerbe.

### Liczebność Związku Stowarzyszeń Zawodowych
| Rok  | Liczba związków | Liczba członków (w tys.) |
| ---- | --------------- | ------------------------ |
| 1920 | 49              | 398,0                    |
| 1923 | 35              | 378,0                    |
| 1926 | 27              | 250,0                    |
| 1928 | 31              | 272,3                    |
| 1931 | 29              | 207,6                    |
| 1933 | 29              | 205,9                    |
| 1935 | 29              | 221,9                    |
| 1938 | 24              | 393,9                    |

### Prasa
Organem ZSZ był dwutygodnik „Związkowiec” (1919–1923), a następnie „Robotniczy Przegląd Gospodarczy” (1924–1939) – redaktor Antoni Zdanowski. Ponadto związki zrzeszone w ZSZ wydawały blisko 50 tytułów prasowych (m.in. „Górnik”, „Kolejarz Związkowiec”, „Metalowiec”, „Włókniarz”).

## Siedziba
W 1939 centrala mieściła się w siedzibie Związku Zawodowego Kolejarzy, którego działalność jest kontynuowana obecnie przez Federację Związków Zawodowych Pracowników PKP.